# 阿蘇下田城駅
阿蘇下田城駅（あそしもだじょうえき）は、熊本県阿蘇郡南阿蘇村大字河陽にある、南阿蘇鉄道高森線の駅である。

## 歴史
- 1928年（昭和3年）2月12日：阿蘇下田駅として開業[2]。
- 1961年（昭和36年）9月1日：業務委託駅となる[3]。
- 1971年（昭和46年）2月20日：一般運輸営業を廃止し、旅客のみの取扱に変更[4]。無人駅化[5]。
- 1986年（昭和61年）4月1日：国鉄高森線より南阿蘇鉄道に転換[2]。
- 1993年（平成5年）8月1日：駅名を阿蘇下田城ふれあい温泉駅に改称[2][6]。温泉施設併設の新駅舎完成[6]。
- 2016年（平成28年）4月14日・4月16日：熊本地震によって路線の橋梁やトンネル躯体に損傷が発生し、当駅の営業を休止。当駅も駅舎に入居の温泉施設に被害を受ける[7]。
- 2023年（令和5年）7月15日：当駅を含む立野 - 中松間が復旧、全線にて運転を再開、併せて駅名を阿蘇下田城駅に改称[8][7]。

## 駅構造
単式ホーム1面1線を有する地上駅。天正年間近傍にあった下田城をイメージして城郭風の駅舎となっている。有人駅で温泉浴場を併設していたが、熊本地震で被災し、その後営業再開を断念した。この影響により、全線運転再開を機に駅名から「ふれあい温泉」を削除するまでに至った。泉質は中性単純泉であった。

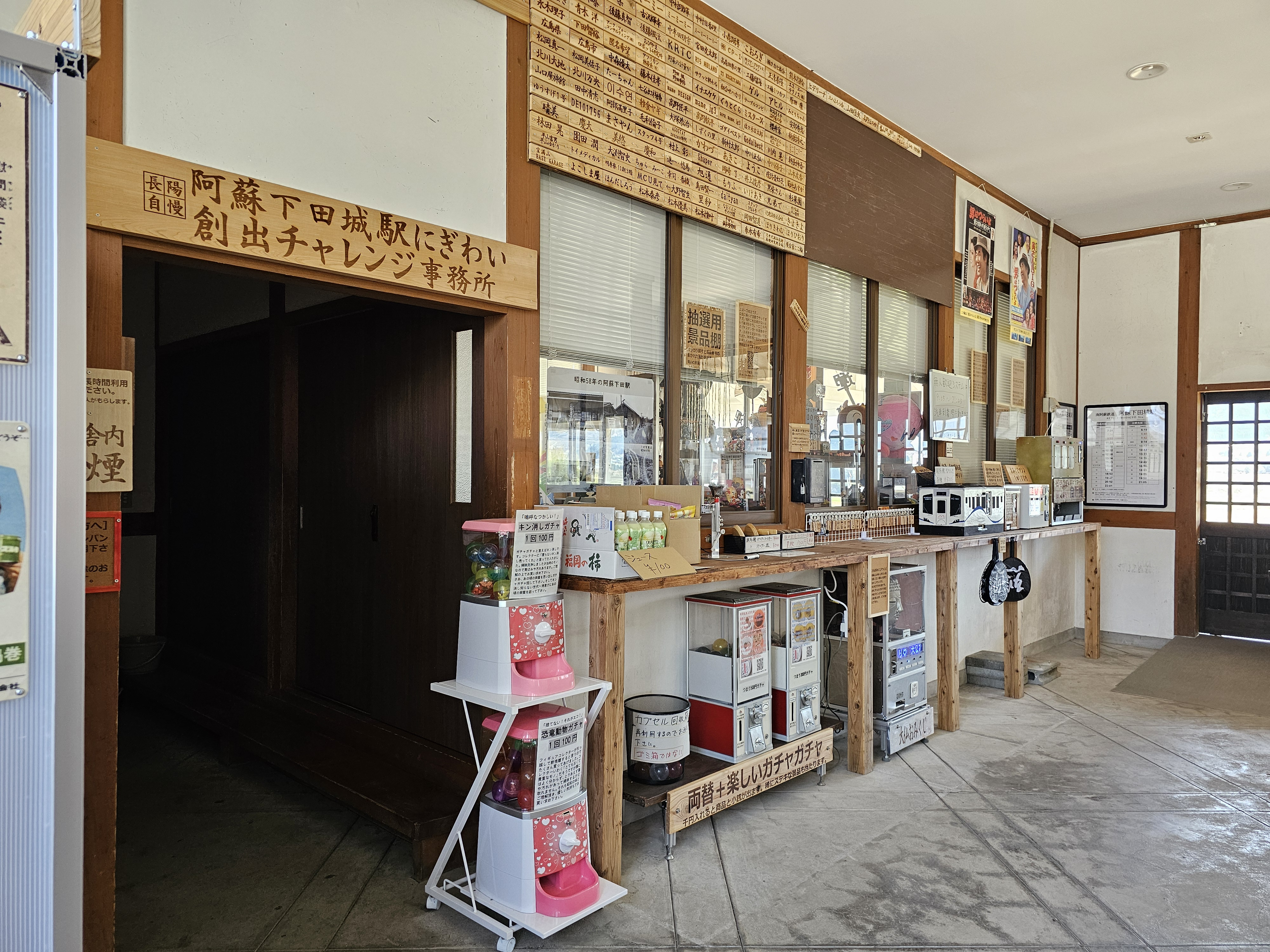
駅舎内の事務所（阿蘇下田城駅にぎわい創出チャレンジ事務所、2025年）
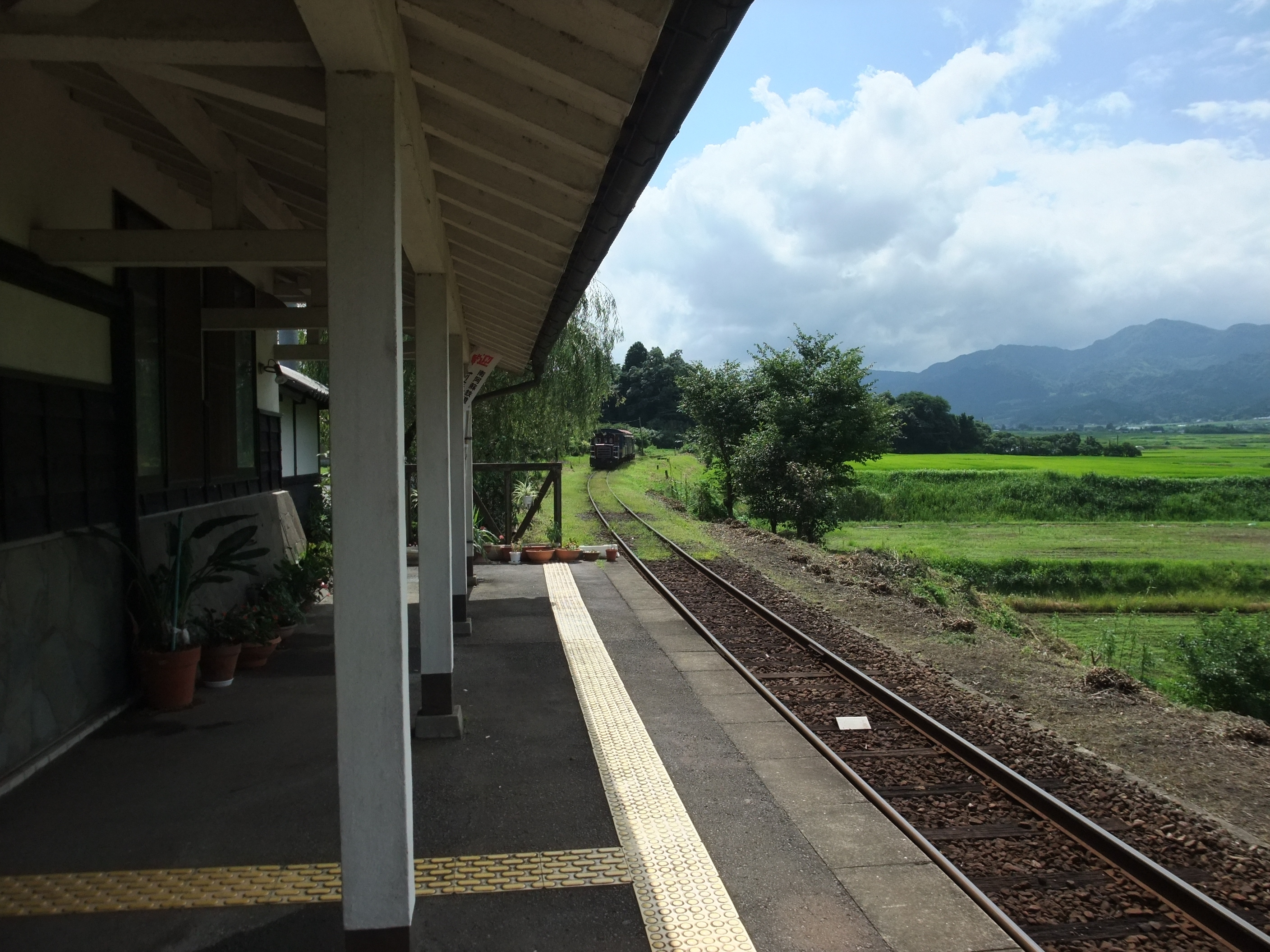
ホーム（2010年8月）
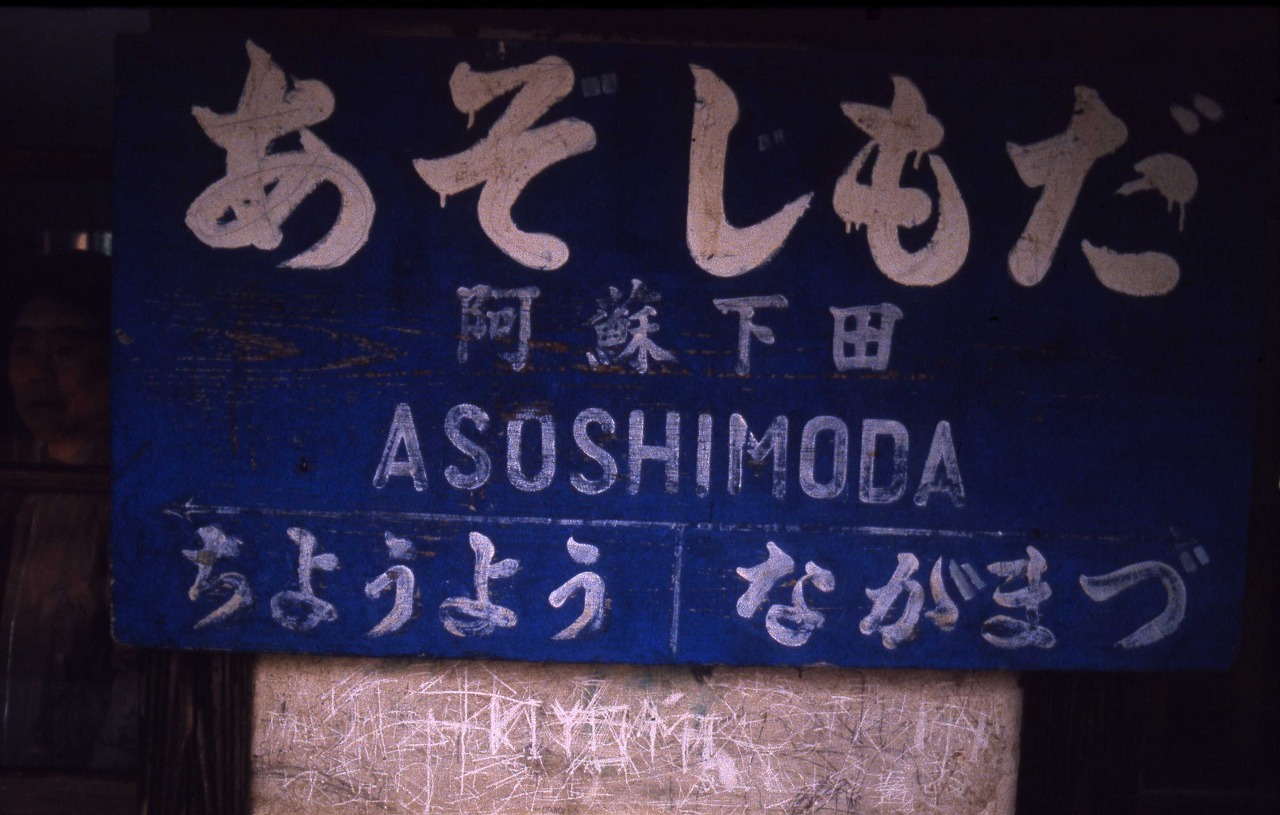
駅名標（1984年当時）

## 利用状況
| 1日乗降人員推移 | 1日乗降人員推移 |
| 年度            | 1日平均人数     |
| --------------- | --------------- |
| 2011年          | 37              |
| 2012年          | 43              |
| 2013年          | 36              |
| 2014年          | 31              |
| 2015年          | 23              |
| 2016年          | 営業休止        |

## 駅周辺
- 国道325号 - バイパスと旧道（現・村道）があり2本併走している。旧道は駅前を通っている。
- 塩井社水源 - 約1.4 km。
- 夜峰山

### バス路線
- 産交バス
  - 下田駅前 - 駅を出てすぐの旧国道（村道）上にある。

ゆるっとバス（白水コース） -  高森中央行き / 立野駅行き

## 隣の駅
南阿蘇鉄道
■高森線
加勢駅 - 阿蘇下田城駅 - 南阿蘇水の生まれる里白水高原駅